# Acanthocreagris italica
Acanthocreagris italica es una especie de arácnido del orden Pseudoscorpionida de la familia Neobisiidae.

## Distribución geográfica
Se encuentra en Malta y en Italia.